# Darvis Patton
Darvis Patton (ur. 4 grudnia 1977 w Dallas, w stanie Teksas) – amerykański lekkoatleta, sprinter.
Trzykrotny uczestnik igrzysk olimpijskich (2004, 2008, 2012), w tym srebrny medalista z Aten i Londynu. Złoty medalista mistrzostw świata w Paryżu w sztafecie 4 x 100 metrów i srebrny medalista na dystansie 200 metrów. Na mistrzostwach świata w Osace zdobył złoto w sztafecie 4 x 100 m. W tym samym roku zdobył srebrny medal na igrzyskach panamerykańskich w Rio de Janeiro. Trzeci zawodnik Światowego Finału IAAF (bieg na 100 m, Saloniki 2009).

## Rekordy życiowe
- Bieg na 100 metrów – 9,89 (2008 & 2009) / 9,75 (2013) – rezultat uzyskany przy nieprzepisowym wietrze (4,3 m/s, dopuszczalna siła wiatru to 2 m/s)
- Bieg na 200 metrów – 20,03 (2003)
- Skok w dal – 8,12 (2001)
- Bieg na 60 metrów (hala) – 6,50 (2013)